# 西格玛 (洛克人)
西格瑪是卡普空遊戲洛克人X系列登场的主要對立角色。西格玛被设定为由凯恩博士创造，被誉为最优秀的雷普利机器人，也是非正规猎人的第一任领导，非正规猎人是保护人类免受非正规机器人危害的机器人部队。虽然西格玛曾经很受人尊敬，但在游戏《洛克人X》中，西格玛意外地变得疯狂，在接触到非正规病毒后反叛了人类。他投靠了非正规机器人，并担任其领導。由于病毒被整合到他的电路中，西格玛似乎可以在任何情况下生存，并不断返回来威胁世界。
西格玛在1993年游戏《洛克人X》中首次登场后，几乎在所有洛克人X系列游戏中都有登场。他的设计及其作为反派的魅力得到了评论家和作品爱好者的赞扬，尽管他的出现被认为标志着《洛克人X》与其他洛克人子系列相比更黑暗、更悲观的主题。

## 剧情
西格瑪在所有雷普利機器人中，被譽為凱恩博士的最高傑作，凱恩博士製造他時將最新最好的晶片、程式、優秀的電子頭腦都放在他身上，被許多機器人仰慕。擁有高度戰鬥能力以及相當優秀的電子頭腦，能夠解決一切問題的能力，原第17特殊部隊隊長。某天非正规猎人收到报告称，强大的“紅色非正規機器人”摧毁了整个猎人中队。在调查过程中，西格玛和他的作战单位一起将其追踪到了一个废弃的实验室。非正規機器人被发现是傑洛，由威利博士创造的邪恶机器人，携带着名为“非正規病毒”的电脑病毒。在西格玛打败杰洛后，病毒却转移到西格玛身上。而杰洛因为病毒被转移而变得仁慈，但病毒适应了西格玛，成为西格玛病毒。
而西格玛在屈服于病毒后就率領雷普利机器人發起叛變，宣布对人类全面战争。许多非正规猎人也在西格瑪發動叛變後追随西格玛，虽然艾克斯最后擊敗了西格玛，也使他的身体报废，但他的“灵魂”以病毒方式幸存了下来。之后西格玛的脸出现在蓝色显示器上，警告艾克斯他会再回来。
雖數次被艾克斯與傑洛阻止，但西格瑪已經將自身化為電腦病毒，由於病毒並無實體，就算數度破壞西格瑪的身體，西格瑪也能數度藉由各種管道獲得身體而復活。除《洛克人X8》、《洛克人X 指令任務》外，本系列作品的最終頭目都是西格瑪，其身型、武器等幾乎都大不相同，且通常存在兩種形態，第一型態為人形，第二形態都有巨大化的傾向（X4中則是第三型態，且分成兩具未完成的巨大機器人）。

## 制作
稻船敬二最初将《洛克人X》的反派角色设定为三人团队，由一个高个子，一个矮个子和一个胖子组成。但后来的设计被合并成了单个反派角色，即西格玛。其最初的设计后来被重新使用，成为《洛克人X2》的X-猎手的基础。西格玛的部分外表设计是暗示该角色与洛克人反派威利博士的联系。该角色创作理念是成为一个“绝对邪恶”的角色，以符合游戏的黑暗剧情。
随着《洛克人X4》的诞生，稻船敬二最初避免了以西格玛为主角，因为这种游戏的故事缺乏黑白分明的场景。由于西格玛在《洛克人X5》的剧情中被严重损坏，他在《洛克人X6》中被重新设计，以减少早期的威胁性，而是显得“混乱”。在《洛克人X8》中，出现了一个名为露明尼的新反派，为了与其天使般的外表形成对比，西格玛被设计成更像恶魔。

## 反响
西格玛因其背景故事而受到称赞，这也使《洛克人X》的剧情有模糊的道德性。《Kotaku》的彼得·提尔亚斯（Peter Tieryas）表示，他在击败西格玛后感到内疚，因为非正规机器人最初只是普通的雷普利機器人，他们只是想独立。同一媒体的海瑟·亚历山卓（Heather Alexandra）指出这个角色与《鬥陣特攻》的西格玛有很大的相似之处，以至于他们可能是同一个角色。她称洛克人的西格玛“至少可以说是个害虫”，因为他有能力“跃入新的机器人身体和其他计算机系统”。
然而，影音俱樂部的派翠克·李（Patrick Lee）表示，西格玛“正是那种反进步託寓总是围绕着的Bogeyman”。他表示，西格玛与该系列先前表明技术最终对人类有益，机器人是“道德上中立的工具”乐观主题相反。他将这种“更加愤世嫉俗的世界观”描述为“反科技的恐吓”。